# Diseño plano

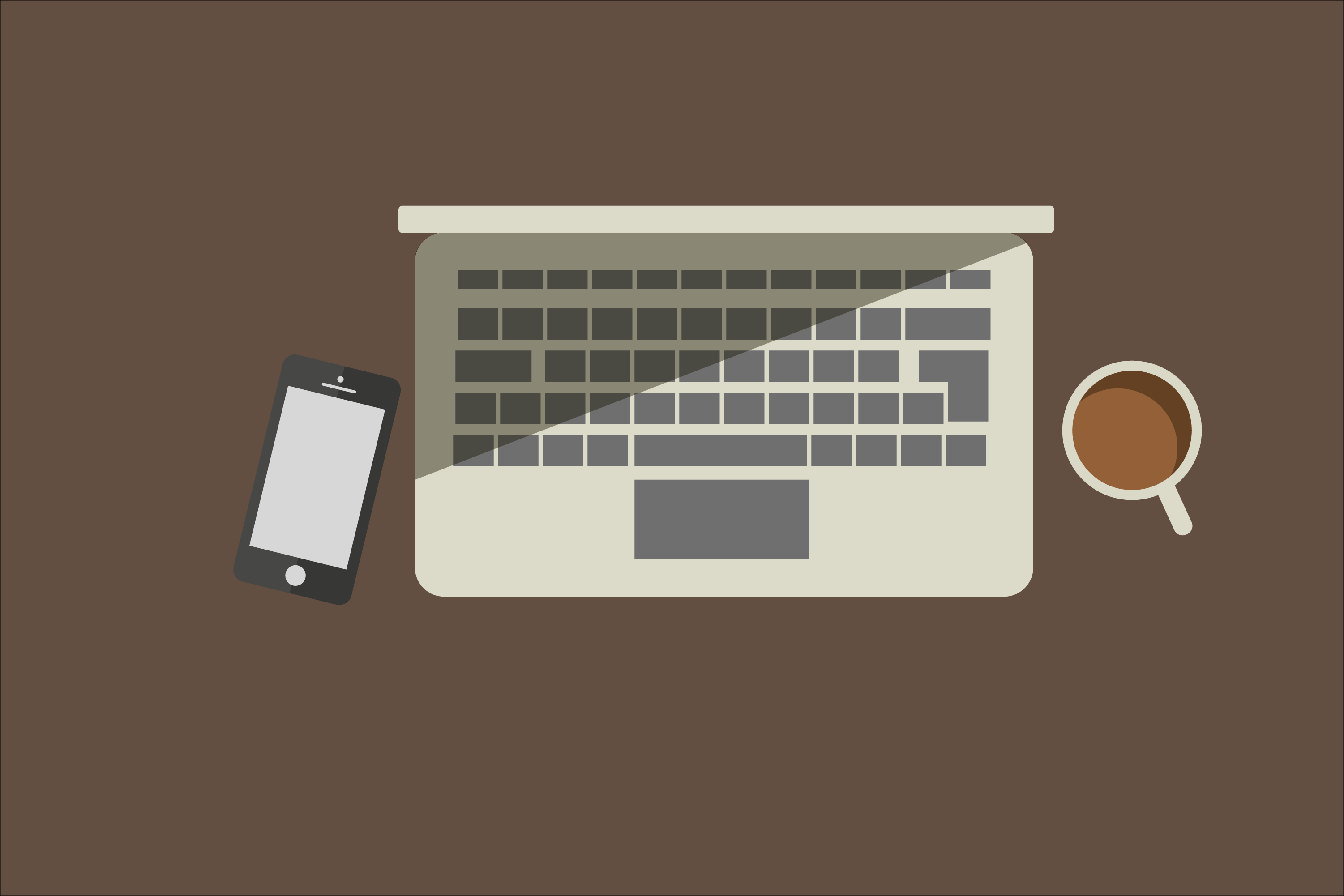
Ejemplo del Diseño Plano hecho en Adobe Illustrator

El diseño plano (en inglés, flat design) es un tipo de diseño de interfaz de usuario minimalista o lengua de diseño, generalmente utilizado en interfaces de usuario gráfico (como aplicaciones web y aplicaciones móviles), especialmente en material gráfico como pósteres, banners, artes, documentos de guía y publicidad de productos.

## Definición y propósito
El diseño plano es un estilo de diseño de interfaz que enfatiza uso mínimo de elementos estilísticos que da la ilusión de tres dimensiones (como el uso de sombras de gota, degradados o texturas) y está centrado en un minimalista uso de elementos sencillos, tipografía y colores planos. Los diseñadores pueden preferir diseño plano porque deja diseños de interfaz para ser más aerodinámicos y eficaces. Es más fácil para transmitir información rápidamente mientras que al mismo tiempo, es visualmente atractivo y accesible. Además, se hace más fácil el diseño de una interfaz que es sensible a los cambios de tamaño en distintos navegadores a través de diferentes dispositivos. Con menos elementos de diseño, los sitios web son capaces de cargar más rápido y cambiar de tamaño fácilmente, y aun así, lucen muy bien sus bordes y puntas en pantallas de definición alta. Como aproximación de diseño, es a menudo contrastado a esqueuomorfismo y diseño rico. (Aunque tenga que ser notado que en el diseño plano se puede utilizar esqueuomorfismo tanto como interfaz de usuario de diseño realista).

## Historia

Monitor de ordenador estilo flat design

El diseño plano es principalmente influido por el Estilo Tipográfico Internacional (también conocido como Estilo suizo), Interfaz de Usuario de Texto, Modernismo, y los estilos que emergen de Bauhaus. El Estilo Tipográfico Internacional normalmente se considera la influencia más sustancial en diseño plano, y su aparición y popularización durante la década de 1950 y 1960 está considerado como el punto de partida del diseño plano, a pesar de que no fue de mucha importancia en el mundo digital para algún tiempo después.
En 2002, Microsoft lanzó Windows Media Center, y en 2006, el reproductor de MP3 Zune, de los cuales, ambos contenían elementos de diseño plano. El diseño del Zune era limpio y sencillo, con un foco en grande letra minúscula, siluetas y logotipos con estilo, y colores de fuente monocromática. Microsoft continuó este estilo de diseño con el lanzamiento de  Windows Phone 7 en 2010, el cual fue construido con los elementos de diseño planos que introdujeron con el Zune. El diseño estuvo dominado por formas grandes y brillantes imágenes planas acompañadas por fuentes de tipo sans-serif, y un menú con cuadrículas como patrón principal. Debido al éxito del diseño de Windows Phone 7, Microsoft lanzó el sistema operativo Windows 8 basado en Metro, con los mismos elementos del diseño plano. Uso de colores intrépidos, tipografía sencilla,  sombra largas y los botones fantasmas son algunos de los elementos cruciales de diseño web plano. Otra vez, el diseño está dominado por formas de cuadrícula, bordes agudos, colores brillantes, y tipografía clara y limpia (sin degradados ni color de bordes). Microsoft ha desde entonces movió sus productos actuales al lenguaje de diseño Metro, incluyendo la Xbox 360, Oficina de Microsoft, y el sitio web de Microsoft.

## Ejemplos notables
Los ejemplos modernos de diseño plano incluyen Microsoft Modern UI, el diseño utilizado por Apple en iOS 7, y el diseño de materiales de Google. aun así el "Material Design" de Google no es plenamente plano, y el uso pesado de animación niega algunas de las ventajas de rendimiento de habiendo una interfaz más sencilla.
El estilo del arte corporativo has sido asimilado al diseño plano.